# Lamiaa Alzenan
Lamiaa Alzenan (ur. 23 lutego 1991) – egipska judoczka. 
Brązowa medalistka igrzysk afrykańskich w 2019. Wicemistrzyni Afryki w 2018 i 2019 roku.